# Symploce morsei
Symploce morsei es una especie de cucaracha del género Symploce, familia Ectobiidae.

## Distribución
Esta especie se encuentra en Bahamas y Haití y ha sido introducida a Florida, Estados Unidos.